# 大島有隣
大島 有隣（おおしま うりん、1755年（宝暦5年）- 1836年11月30日（天保7年10月22日））は、江戸時代中期から後期の心学者である。名は義展、通称は幸右衛門。

## 経歴・人物
下総の葛飾郡高野村（現在の埼玉県杉戸町）に名主の子として生まれる。若くして中沢道二の門人となり心学を学んだ後に、1785年（天明5年）に同郷で有志であった関口保宣や藤城吉右衛門らと共に村内に恭倹舎の創設に携わり石門心学の流布にあたった。
その後は江戸に出て1806年（文化3年）に神田にある参前舎の復興に携わり、1814年（文化11年）には四谷にある盍簪舎の再興にも携わり後にその舎主ともなる。その傍らで1812年（文化9年）には石見の津和野や安芸の広島等中国地方を中心に、全国の津々浦々で心学の講義にあたった。1819年（文政2年）には松平定信が設置した江戸人足寄場の教諭方となり、1836年（天保7年）に死去するまで約18年間全国の大名や旗本等を通してその教化に尽力した。

## 主な著作物

### 主著
- 『心学和合歌』
- 『心学心得草（艸）』

### その他の著書
- 『心学初入手引草（艸）』